# Nenad Tomić
Nenad Tomić (Tuzla, 1959.), hrv. bh. kazališni glumac

## Životopis
Rodio se u Tuzli 1959. godine. U Sarajevu je od 1980. do 1985. godine studirao novinarstvo.
Ranih osamdesetih glumio je u Amaterskom kazalištu Husino, gdje su mu bili glumački početci. Prve je nagrade osvojio na festivalu s Čehovljevom Prosidbom u režiji Vlade Keroševića. Zaposlio se u Narodnom kazalištu u Tuzli, ali ne kao glumac nego kao djelatnik u marketinškoj službi. Uskakao je u predstave ako se radilo o manje zahtjevnoj službi ili kad bi nedostajalo mlađih glumaca. Bile su to predstave: Bosanski kralj, Kuća oplakana, Brutov nož i dr. Odsluživši vojni rok, direktor mu je ponudio profesionalni angažman u glumačkom ansamblu. Godine 1987. postao je stalnim članom Narodnog kazališta u Tuzli. Prva uloga bila mu je uloga sina u Dervišu i smrti, pa je glumio krijumčara u Crnoj rupi. Tomić još ističe uloge u Zmaju od Bosne i Maratonci trče počasni krug. Prvu glavnu ulogu dobio je početkom agresije na BiH. Bilo je to u djelu Hamzine ujdurme, pa Mati, Muž moje žene, Kako voli druga strana, Julije Cezar, Ifigenija i dr. Povremeno je angažiran u Teatru kabareu i Hrvatskom teatru Solima. Za rata u BiH s kolegama Milenkom Iliktarevićem, Melihom Fakić i Nerminom Omićem iznio je repertoar Narodnog kazališta u Tuzli, u kojem je profesionalno angažiran preko 30 godina. 2005. godine promaknut je u prvaka drame Narodnog kazališta Tuzle.